# Estación de Creel-Sierra Tarahumara
Creel-Sierra Tarahumara es una estación de ferrocarril situada en Creel (Chihuahua). La estación es un punto importante del El Chepe, donde servicios como el Chepe Express y el Chepe Regional desembocan en la estación. La estación está situada a 2240 m s.n.m.
Gracias a su cercanía con las Barrancas del Cobre, por su cantidad de servicios dedicados a la hospitalidad, sus vías de acceso, valles y cascadas, es que esta estación es considerado como la puerta de entrada a la Sierra Tarahumara y a las Barrancas del Cobre.

## Historia
En 1940, el gobierno de la República adquirió los derechos del Ferrocarril Kansas City-México y Oriente, y el 27 de mayo de 1952 tomó posesión de la línea explotada por la México North Western Railway, integrando en 1955 la Compañía del Ferrocarril de Chihuahua al Pacífico que al concluir en 1961 las obras entre San Pedro y Miñaca -pasando por Creel- comunicaron por vía férrea a Ciudad Juárez, Ojinaga y la ciudad de Chihuahua con Topolobampo en la costa del Pacífico.